# Камилла (мифология)

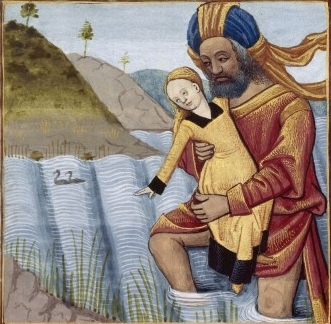
Метаб и Камилла

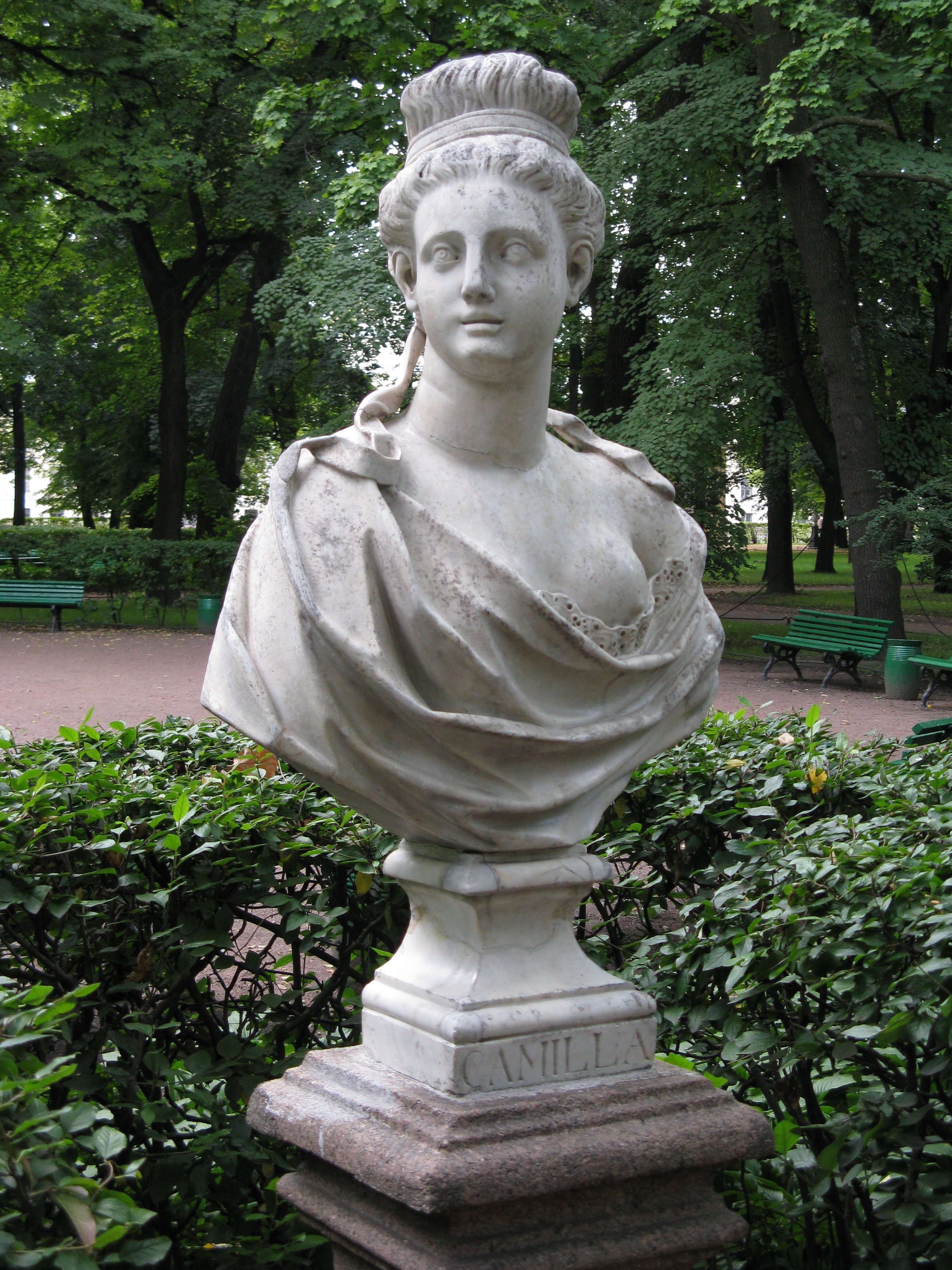
Бюст Камиллы в летнем саду Санкт-Петербурга

Камилла — персонаж «Энеиды» Вергилия, дева-воительница. Дочь Метаба, царя вольсков и Касмиллы. В младенчестве была вскормлена кобылицей. Пришла на помощь Турну в его войне с Энеем. Была убита Аррунтом.
По одной из версий, в честь Камиллы  назван астероид (107) Камилла. Он был открыт 17 ноября 1868 года Норманом Робертом Погсоном в Мадрасе.